# Епархия Сан-Хосе (Калифорния)
Епархия Сан-Хосе (лат. Dioecesis Sancti Josephi in California) — епархия Римско-Католической церкви в городе Сан-Хосе, штат Калифорния, США. Епархия Сан-Хосе входит в митрополию Сан-Франциско. Кафедральным собором епархии Сан-Хосе является Собор святого Иосифа.

## История
27 января 1981 года Римский папа Павел VI издал буллу «Quoniam Episcopi», которой учредил епархию Сан-Хосе в Калифорнии, выделив её из архиепархии Сан-Франциско.

## Ординарии епархии
- епископ Ролан Пьер Дюмэн[англ.] (27.01.1981 — 27.11.1999)
- епископ Патрик Джозеф Макгрэт[англ.] (27.11.1999 — 01.05.2019)
- епископ Оскар Кэнти[англ.] (с 01.05.2019)

## Источник
- Annuario Pontificio, Libreria Editrice Vaticana, Città del Vaticano, 2003, ISBN 88-209-7422-3
- Булла Quoniam Episcopi  (лат.)